# 明杜里
明杜里是巴西米纳斯吉拉斯州的一个市镇。总面积220.425平方公里，总人口3603人，人口密度16.3人/平方公里。